# Aethria paula
Aethria paula är en fjärilsart som beskrevs av William Schaus 1894. Aethria paula ingår i släktet Aethria och familjen björnspinnare. Inga underarter finns listade i Catalogue of Life.